# 歡迎來到施米加多！
《歡迎來到施米加多！》（英語：Schmigadoon!）是一部美國歌舞喜劇類型的網路影集，由辛柯·保羅和肯·多利歐開創，希絲莉·史壯領銜出演，影集於2021年7月16日在蘋果公司的線上串流媒體平台Apple TV+首播。

## 劇情
一對自助旅行的戀人意外進入名為施米加多的小鎮，發現鎮上居民的行為舉止如同20世紀40年代的音樂劇，隨後兩人意識到除非找到「真愛」，否則無法離開小鎮。

## 演員與角色
- 希絲莉·史壯 飾演 梅麗莎（Melissa）

- 基根-麥可·奇 飾演 喬什（Josh）：梅麗莎的伴侶。

- 艾倫·康明 飾演 門洛夫市長（Mayor Menlove）：施米加多小鎮的市長。

- 弗雷德·阿米森 飾演 雷頓牧師（Reverend Layton）

- 克莉絲汀·錢諾維斯 飾演 蜜兒芮德·雷頓（Mildred Layton）：雷頓牧師的妻子。

- 亞倫·特維特 飾演 丹尼·貝利（Danny Bailey）

- 德芙·卡梅隆 飾演 貝琪（Betsy）

- 亞麗安娜·德波斯（英语：Ariana DeBose） 飾演 艾瑪·塔特（Emma Tate）：小鎮上的教師。

- 傑米·卡米爾（英语：Jaime Camil） 飾演 洛佩茲醫生（Doc Lopez）：小鎮上的醫生。

- 珍·考克斯基 飾演 女伯爵（The Countess）

- 安·哈拉達（英语：Ann Harada） 飾演 ：門洛夫市長的妻子。

## 集數
| 集數 | 標題  | 譯名         | 導演            | 編劇                                | 上線日期      |
| ---- | ----- | ------------ | --------------- | ----------------------------------- | ------------- |
| 1    |       | 施米加多     | 巴里·索南菲爾德 | 辛科·保羅與肯·道里歐                | 2021年7月16日 |
| 2    |       | 情侶間的口角 | 巴里·索南菲爾德 | 辛科·保羅與肯·道里歐、茱麗·克勞斯納 | 2021年7月16日 |
| 3    |       | 跨過那座橋   | 巴里·索南菲爾德 | 茱麗·克勞斯納、楊伯文               | 2021年7月23日 |
| 4    | [ 3 ] | 突然之間     | 巴里·索南菲爾德 | 辛科·保羅與肯·道里歐、凱特·格爾斯滕 | 2021年7月30日 |
| 5    | [ 4 ] | 大事不妙     | 巴里·索南菲爾德 | 艾莉森·絲莉芙蔓                     | 2021年8月6日  |
| 6    | [ 5 ] | 待公佈       | 巴里·索南菲爾德 | 辛科·保羅與肯·道里歐                | 2021年8月13日 |

## 製作

### 開發

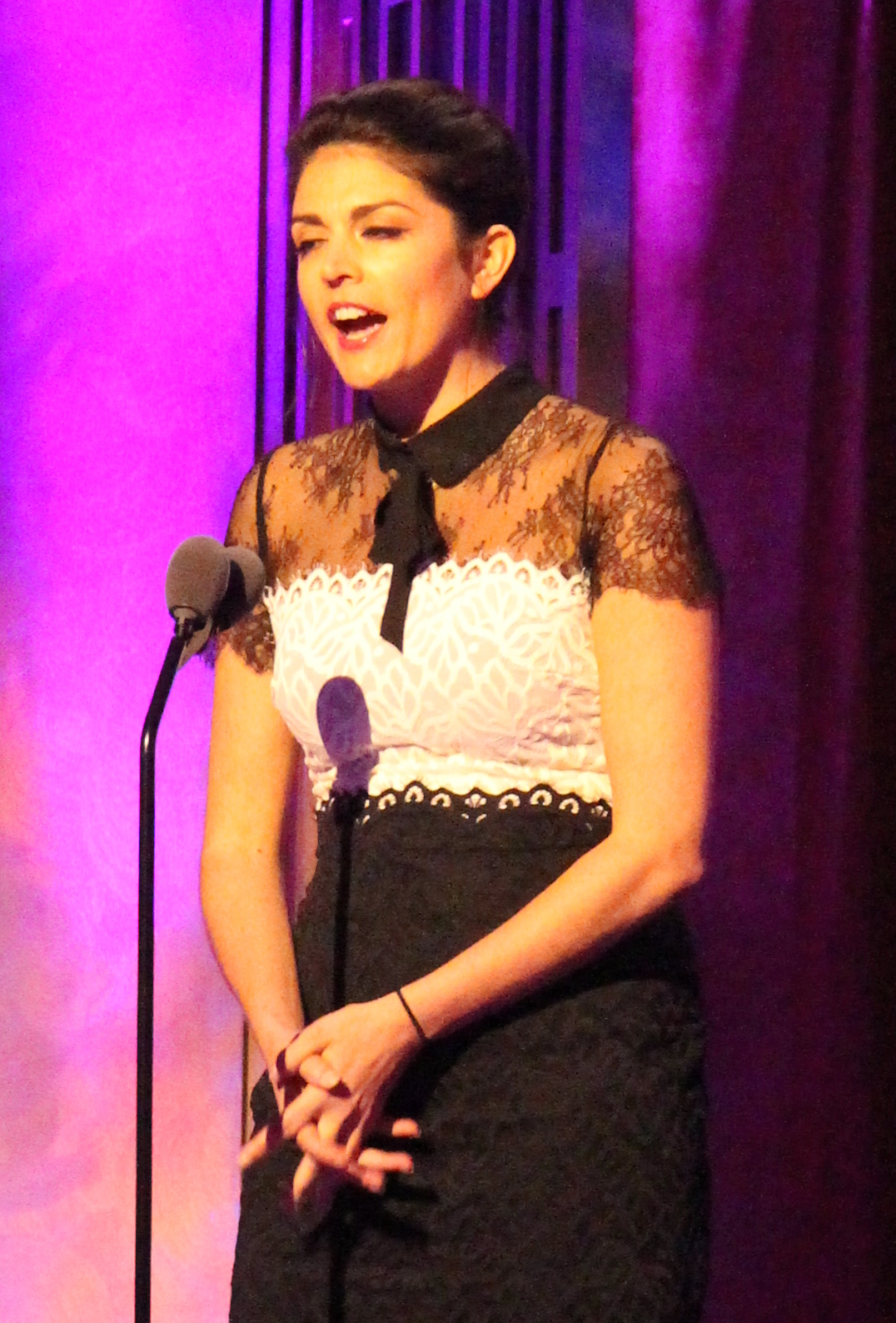
希絲莉·史壯領銜出演女主角梅麗莎，同時擔當製片人

2020年1月，Apple TV+給予影集整季預訂，希絲莉·史壯確定領銜出演女主角，同時擔當製片人。影集由辛柯·保羅和肯·多利歐開創，兩人同時擔當編劇，辛柯·保羅擔當節目統籌，他還創作了劇中的原創音樂。巴里·索南菲爾德執導影集，並擔當執行製作人。執行製作人還包括洛恩·麥可斯和安德魯·辛格（Andrew Singer）。製作公司包括洛恩·麥可斯的Broadway Video和環球電視公司。除了辛柯·保羅和肯·多利歐之外，編劇還包括艾莉森·西爾弗曼、朱莉·克勞斯納、凱特·格斯滕和楊伯文，編劇組於2019年夏季開始創作劇本。

### 選角
2020年1月，隨著影集開發製作，希絲莉·史壯領銜出演女主角梅麗莎。10月，基根-麥可·奇、艾倫·康明、弗雷德·阿米森、克莉絲汀·錢諾維斯、亞倫·特維特、德芙·卡梅隆、亞麗安娜·德波斯、傑米·卡米爾、珍·考克斯基和安·哈拉達確定出演影集。

### 拍攝
影集的主體拍攝於2020年10月13日在加拿大溫哥華開機，12月10日殺青。

### 音樂
克里斯托弗·威利斯為影集作曲。

## 宣傳與發行
影集於2021年7月16日在Apple TV+首播。

## 資料來源
1. 1 2 3 4  Andreeva, Nellie; Petski, Denise. . Deadline Hollywood. 2020-01-30  [2020-12-08]. （原始内容存档于2020-03-07） （美国英语）.
2. ↑  . The Futon Critic.   [2021-05-10] （美国英语）.
3. ↑  . Australian Classification. Department of Infrastructure, Transport, Regional Development and Communications. 2021-05-07  [2021-05-27]. （原始内容存档于2021-05-27） （澳大利亚英语）.
4. ↑  . Australian Classification. Department of Infrastructure, Transport, Regional Development and Communications. 2021-05-07  [2021-05-27]. （原始内容存档于2021-05-27） （澳大利亚英语）.
5. ↑  . Australian Classification. Department of Infrastructure, Transport, Regional Development and Communications. 2021-05-07  [2021-05-27]. （原始内容存档于2021-05-27） （澳大利亚英语）.
6. 1 2  . Apple.com.   [2021-02-21]. （原始内容存档于2021-04-15） （美国英语）.
7. ↑  . Apple.com (新闻稿). 2021-02-19  [2021-02-21]. （原始内容存档于2021-04-17） （美国英语）.
8. ↑  Cinco Paul [@cincopedia].  (推文). 2020-01-31 –Twitter （美国英语）.
9. ↑  Cinco Paul [@cincopedia].  (推文). 2021-02-25 –Twitter （美国英语）.
10. ↑  Petski, Denise. . Deadline Hollywood. 2020-10-01  [2020-12-08]. （原始内容存档于2020-10-05） （美国英语）.
11. ↑  . Hollywood North. 2020-10-13  [2020-12-08]. （原始内容存档于2021-06-24） （美国英语）.
12. ↑  . Filmmusicreporter.com.   [2021-03-16]. （原始内容存档于2021-04-17） （美国英语）.
13. ↑  N'Duka, Amanda. . Deadline Hollywood. 2021-02-19  [2021-02-20]. （原始内容存档于2021-04-18） （美国英语）.
14. ↑  BWW News Desk. . BroadwayWorld. 2021-04-30  [2021-04-30]. （原始内容存档于2021-05-26） （美国英语）.

## 外部連結
- 互联网电影数据库（IMDb）上《歡迎來到施米加多！》的资料（英文）